# Elecciones estatales extraordinarias de Chihuahua de 2013
Las elecciones estatales extraordinarias de Chihuahua de 2013 se llevaron a cabo el domingo 24 de noviembre de  2013, y en ellas fue renovado el siguiente cargo de elección popular en el estado mexicano de Chihuahua:
- Presidente municipal de Coyame, electo para un periodo de dos años y diez meses no reelegible para el periodo inmediato. El candidato elegido fue Sergio Álvarez Nieto quien tomó protesta al cargo el 30 de diciembre de ese año.

Las elecciones fueron realizadas debido a un empate en el municipio de Coyame del Sotol entre los candidatos del Partido Acción Nacional, Roberto Cervantes Ortega y el de la coalición de los partidos Revolucionario Institucional, del Trabajo, Verde Ecologista de México y Nueva Alianza, Sergio Álvarez Nieto durante las elecciones ordinarias celebradas el 7 de julio de ese año.

## Resultados electorales

### Ayuntamiento de Coyame del Sotol
|  | 46.30 % |

|  | 52.99 % |

|  | 0.14 % |

|  | 99.43 % |

|  | 0.57 % |

|  | 75.93 % |

|  | 24.07 % |